# Désiré Mukanirwa Kadhoro
Désiré Mukanirwa Kadhoro (* 22. August 1968 in Murambi, Kalehe-Territorium; † 11. Juli 2020 in Goma) war ein anglikanischer Bischof in der Demokratischen Republik Kongo (Kirchenprovinz Kongo der anglikanischen Gemeinschaft, Diözese Goma).

## Biografie
Mukanirwa schloss seine Ausbildung am Institute Maendeleo de Goma 1988 ab. 1997 promovierte er an der Anglican University of Congo. 2006/2007 nahm er an einem Postgraduate-Programm des Ökumenischen Instituts Bossey teil.
Im Jahr 2016 wurde Mukanirwa zum ersten Bischof der neugeschaffenen Diözese Goma geweiht. Schwerpunkte seiner Tätigkeit waren die Versöhnungsarbeit sowie die Hilfe für die Opfer der Ebolafieber-Epidemie 2018 bis 2020 in seiner Diözese. Er starb nach kurzer Krankheit in Folge der Infektion mit dem COVID-19-Virus. Mukanirwa hinterließ die Witwe, vier eigene Kinder und drei Adoptivkinder.